# Fernando de los Ríos Urruti
Fernando de los Ríos Urruti (Ronda, província de Màlaga, 8 de desembre de 1879 - Nova York, 31 de maig de 1949) fou un polític, dirigent i ideòleg socialista espanyol.

## Biografia
Orfe als quatre anys, realitzarà els estudis de batxillerat a Còrdova i després de finalitzar-los la família s'instal·la, en 1895, a Madrid on continuarà els seus estudis en la Institución Libre de Enseñanza, dirigida pel seu oncle Francisco Giner de los Ríos.
A la capital d'Espanya va cursar els estudis de Dret obtenint la llicenciatura el 1901 després del que va començar la seva labor com a professor en la Institución Libre de Enseñanza. Després de doctorar-se el 1907, va obtenir el 1911 la càtedra en la Universitat de Granada, on va ser professor del més tard poeta i dramaturg Federico García Lorca, a qui li va unir estreta amistat.

## Militant socialista
El 1919 s'afilia al Partit Socialista Obrer Espanyol (PSOE) i participarà en l'eleccions d'aquest mateix any, resultat elegit diputat per la circumscripció de la província de Granada. El 1920 és nomenat membre de la Comissió Executiva del PSOE i com tal viatjarà a la Unió Soviètica per veure les possibilitats d'ingrés del partit en la III Internacional.

## Diputat en la monarquia
A les eleccions generals espanyoles de 1923 és escollitt novament diputat a Corts, en aquesta ocasió per la circumscripció de Madrid.
Des de 1926 va pertànyer a la maçoneria, afiliat a la lògia Alhambra de Granada, del Gran Orient Espanyol, adoptant com a nom simbòlic Jugan. És testimoni d'excepció del cop militar del general Miguel Primo de Rivera. Immediatament, i en contra de l'opinió del corrent sindicalista del PSOE, s'oposa a la col·laboració amb la dictadura.

## Ministre de la Segona República
Participa el 1930, en el Pacte de Sant Sebastià que desembocarà en la fracassada insurrecció de Jaca, cop d'estat que pretenia d'una manera violenta la proclamació de la Segona República Espanyola, la qual cosa va suposar, conforme a la legislació vigent el seu empresonament.
Alliberat el 1931, just abans de la proclamació de la Segona República Espanyola participarà en les eleccions que se celebren al juny i obtindrà novament un escó per Granada, passant a formar part, com a ministre de Justícia, del govern provisional que entre el 14 d'abril i el 14 d'octubre formarà Niceto Alcalá Zamora. Cartera que ocuparà novament entre el 14 d'octubre i el 16 de desembre de 1931 al primer govern del Bienni Reformista sota la presidència de Manuel Azaña.
Després de l'aprovació, el 9 de desembre de 1931, del nou text constitucional, De los Ríos tornarà a formar part del nou govern, novament sota la presidència de Manuel Azaña, ocupant la cartera d'Instrucció Pública i Belles arts fins al 12 de juny de 1933 en què va passar a ocupar la cartera d'Estat que va mantenir fins a la dimissió, el 12 de setembre d'aquest mateix any, de Manuel Azaña i l'elecció d'un nou govern sota la presidència d'Alejandro Lerroux.
Va ser novament elegit diputat per la circumscripció de Granada a les eleccions de 1933.
A les eleccions generals espanyoles de 1936 va ser candidat pel Partit Socialista Obrer Espanyol obtenint l'acta de diputat per la província de Granada amb 99.749 vots. La votació va ser anul·lada per la Comissió d'Actes i repetida el 3 de maig de 1936 obtenint 224.498 vots d'un total de 260.448.

## Ambaixador
Quan va esclatar la Guerra Civil es trobava a Ginebra visitant Pablo de Azcárate y Flórez, que era Secretari General adjunt de la Societat de Nacions. Tots dos es van desplaçar a reorganitzar l'ambaixada espanyola a França, de la qual de los Ríos es va fer càrrec fins a la presa de possessió d'Álvaro de Albornoz, i posteriorment va ser nomenat ambaixador als Estats Units, romanent al capdavant de la legació republicana fins al final de la guerra el 1939, passant llavors a exercir com a professor a la New School for Social Research de Nova York, ciutat en la qual va fixar la seva residència fins a la seva mort.
La depuració com a catedràtic pel bàndol franquista, sense lloc a procés contradictori algun, es va produir mitjançant Ordre Ministerial de febrer de 1939, al costat d'altres catedràtics:
| «                                                               | ... se separa definitivament per ser pública i notòria la desafecció dels catedràtics universitaris que s'esmentaran al nou règim implantat a Espanya, no solament per les seves actuacions a les zones que han sofert i en les quals sofreixen la dominació marxista, sinó també per la seva pertinença política antinacionalista i antiespanyola en els temps precedents al Gloriós Moviment Nacional. L'evidència de les seves conductes pernicioses per al país fa totalment inútils les garanties processals que, en un altre cas constitueixen la condició fonamental en tot enjudiciament, i per això, aquest Ministeri ha resolt separar definitivament del servei i donar de baixa en els seus respectius escalafons als senyors: Luis Jiménez de Asúa, Fernando de los Ríos Urruti, Felipe Sánchez Román i José Castillejo Duarte, catedràtics de Dret; José Giral Pereira, catedràtic de Farmàcia; Gustavo Pittaluga Fattorini i Juan Negrín López, catedràtics de Medicina; Blas Cabrera Felipe, catedràtic de Ciències; Julián Besteiro Fernández, José Gaos González Pola i Domingo Barnés Salinas, catedràtics de Filosofia i Lletres, tots ells de la Universitat de Madrid. Pablo Azcárate Flórez, Demófilo de Buen Lozano, Mariano Gómez González i Wenceslao Roces Suárez, catedràtics excedents de Dret | » |
| — Ordre del 3 de febrer de 1939, Ministeri d'Educació Nacional. | |   |

## Obres
Entre les seves obres destaquen: 
- La crisis actual de la democracia (1917),
- Mi viaje a la Rusia soviética (1921)
- El sentido humanista del socialismo (1926),
- Religión y Estado en la España del siglo XVI (1927).